# Aghiosoritissa

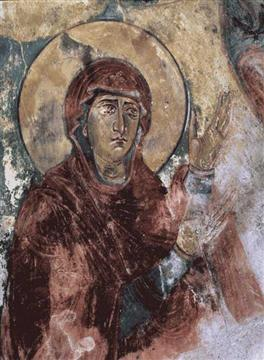
Una Madonna Aghiosoritissa risalente all'inizio del XII secolo di provenienza georgiana.

La Madonna Aghiosoritissa, o anche semplicemente Aghiosoritissa o Agiosoritissa (dal greco bizantino Ἁγιοσορίτισσα, dal nome della chiesa della Sacra Urna, in greco  "Ἁγία Σορός", una chiesa sita nel distretto di Chalkoprateia, a Costantinopoli, e in cui era conservata un'urna che custodiva la cintura della Madre di Gesù), è un tipo di iconografia cristiana diffusa inizialmente nell'arte bizantina e poi in tutti i paesi europei del periodo medioevale. L'iconografia è costituita dalla sola Madonna, posta leggermente di lato rispetto al centro dell'icona, con entrambe le mani alzate in segno di preghiera.
Nella classificazione data dagli iconologi moderni, l'Aghiosoritissa è una delle sei tipologie fondamentali di icona mariana assieme a Odigitria, Eleusa, Blachernitissa, Basilissa e Galactotrofusa (anche se altri studiosi ritengono che ce ne siano molte di più).
Negli anni, da essa sono state sviluppate diverse altre raffigurazioni, che differiscono dall'Aghiosoritissa per piccoli dettagli e sono di fatto delle sue varianti, come ad esempio la Madonna Paraklesis.

## Iconografia

Una Madonna Aghiosoritissa del XII secolo conservata a Frisinga.

Detto anche "Madonna dell'Intercessione", questo tema figurativo è una delle due varianti, assieme alla Blachernitissa, della cosiddetta Madonna intercedente dell'orante. Esistono diverse varianti dell'Aghiosoritissa: nella maggior parte delle icone di questo tipo, Maria è raffigurata a mezzo busto, girata verso la propria sinistra e vestita di una tunica con maniche strette al polso e di un mantello sollevato all'altezza delle braccia, che sono rivolte verso il Figlio invisibile in forma di supplica.
Da  notare che, mentre nell'arte bizantina Maria è, come detto, rivolta verso la propria sinistra, ove idealmente si dovrebbe trovare il Cristo in trono o sulla croce, nell'arte romana, dove questa icona è nota come "Madonna Avvocata", essa è rivolta verso destra. In entrambi i casi, comunque, questo tipo iconografico esprime visibilmente il tema dell'intercessione mariana per i fedeli e per la Chiesa.
Tale riguardo nei confronti dei fedeli è più manifesto in quelle versioni in cui la Vergine guarda l'osservatore, anche se il suo sguardo non è così diretto come nell'Odigitria, mentre la sua mano destra (nel caso sia girata verso destra) è alzata per supplicare il Figlio invisibile e la sua mano sinistra poggia sul suo petto, per indicare che essa si prodiga per tutti coloro che si rivolgono a lei. Inoltre, essendo Maria considerata come simbolo e Madre della Chiesa, ciò dà al tema una profondità tutta particolare.
In questo tema figurativo la protagonista è ritratta solitamente a mezza figura di tre quarti e quasi sempre sola, ma ci sono comunque anche rappresentazioni in cui la Madonna è ritratta a figura intera o in piedi. Un'eccezione alla regola che vede Maria rappresentata sempre da sola è costituita dalla Madonna Advocata di Palazzo Barberini, un'icona di produzione romana datata al terzo quarto del XII secolo, che rappresenta Maria rivolta verso la sua destra in atto di supplica con, fatto che rende quest'icona un unicum, la presenza del Cristo, adulto, nell’angolo in alto a sinistra della tavola, intento nel benedire la stessa Vergine (alla quale sfiora l'aureola con la mano destra), forse per rafforzare la percezione dell’importanza dell’azione di intercessione propria della Vergine.
Osservando che in una miniatura presente in un codice con Salmi, il Ms.13 della Biblioteca del Serraglio, fol. 279V, del XIII secolo, in cui i personaggi vengono qualificati con citazioni tratte dai Libri Sacri, a fianco a Maria, rappresentata come Madonna Aghiosoritissa, è posto il versetto Luca 1, 48 (Lc 1,48) "perché ha guardato l'umiltà della sua serva. D'ora in poi tutte le generazioni mi chiameranno beata", e considerando l'importanza attribuita all'immagine nei confronti della Parola nella teologia bizantina, Maria Andaloro, già professoressa ordinaria di storia dell'arte bizantina e storia dell'arte medievale presso l'Università della Tuscia, ha scritto che  "Come il Magnificat è l'autopresentazione della Madonna al mondo, così l'Aghiosoritissa lo è dal punto di vista figurativo".

## Storia

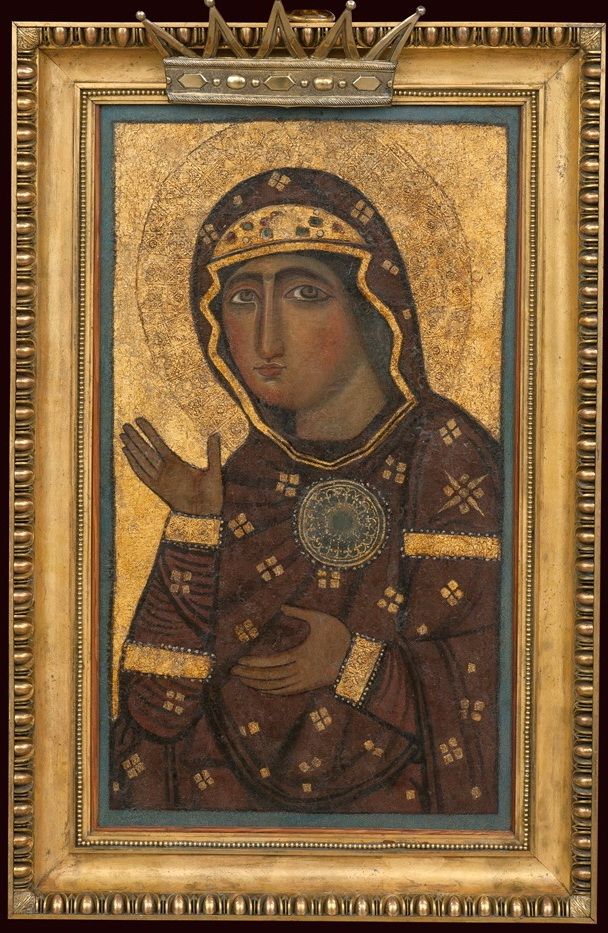
La Madonna di Sant'Alessio.

Il più antico esempio di Madonna Aghiosoritissa a noi noto è una sua rappresentazione su un pannello musivo risalente probabilmente al VI secolo che era situato nella navata interna nord nella chiesa di San Demetrio, a Tessalonica, e che è andato distrutto in un incendio tra il 18 e il 19 agosto 1917 ma di cui ci rimangono diverse fotografie.
Una delle rappresentazioni più antiche ancora esistenti è l'icona del Monasterium Tempuli, realizzata con la tecnica dell'encausto, conservata a Roma presso la chiesa di Santa Maria del Rosario a Monte Mario (dove è custodita dal 1931) e proveniente, secondo la tradizione, da Costantinopoli, la cui realizzazione,  come verificato da un restauro compiuto nel 1960, viene posta in un periodo che oscilla tra il VI e l'VIII secolo nel territorio siriaco-palestinesi. Sempre a Roma sono presenti altre repliche di questo tipo di icona, sia in stile bizantino che in stile romano, tra cui ad esempio la cosiddetta Madonna di Sant'Alessio (o Madonna di Edessa), conservata nella basilica dei Santi Bonifacio e Alessio, sull'Aventino, e datata al XII-XIII secolo, e la Madonna della Concezione, custodita nella basilica di San Lorenzo in Damaso, anch'essa risalente al XIII secolo; di fatto l’Aghiosoritissa è la forma di rappresentazione della Vergine più diffusa nella quindicina di icone antiche ancora custodite a Roma.

Un altro esempio sempre del VI secolo, in particolare della seconda metà, è presente nella copia costantinopolitana del IX secolo dell'originale alessandrino della Topografia Cristiana di Cosma Indicopleuste, custodita nella Biblioteca Vaticana, dove è segnata come documento ms. Vat. gr. 699, in cui l'Aghiosoritissa appare nella miniatura 76r. Ammettendo che tale documento sia una fedele copia dell'originale, è quindi possibile constatare come l'iconografia dell'Aghiosoritissa fosse nota già all'epoca anche in Egitto, dove fu appunto redatta la Topografia cristiana.
La più antica immagine dell'Aghioritissa rimasta nell'area costantinopolitana è invece quella presente in un clipeo posto nella lunetta sopra la Porta Imperiale nel nartece della basilica di Santa Sofia, nell'odierna Istanbul. Nel mosaico, risalente al termine della crisi iconoclasta, quindi dopo la prima metà del IX secolo, la Vergine è raffigura in atteggiamento intercedente, volta di tre quarti verso il Figlio, sito centro della lunetta.
Per quanto riguarda la sua nomenclatura, le prime comparse del nome "Aghiosoritissa" sono attestate in un'epoca relativamente tarda e sono presenti su sigilli bizantini dell'XI secolo (in particolare su un sigillo anonimo presente nella collezione Schlumberger) e su monete coniate durante il regno di  Manuele I Comneno, durato dal 1143 al 1180, e di altri imperatori della stessa dinastia.
Uno dei primi esempi russi è invece la Theotokos di Bogolyubovo, un'icona realizzata nel 1157 per ordine del principe Andrej Bogoljubskij in cui Maria Aghiosoritissa appare rappresentata a figura intera. Oggi l'originale è conservato in un convento nella città russa di Vladimir, nell'omonimo oblast', ma da esso sono state ricavate innumerevoli copie diffuse in tutta la Russia.